# Kajaphas
Kajaphas (auch Kaiphas, Kaifas, Kaiaphas oder Kajafas; eigentlich: Qajfa; vollständig wohl Jehosaf bar Qajfa, „Joseph [der] Kaiphas“ oder „Joseph [Sohn des] Kaiphas“) war ein Jerusalemer Hohepriester, der in der Zeit von 18 bis 36 christlicher Zeitrechnung amtierte. Er wurde bekannt durch seine Darstellung in den christlichen Evangelien, die ihn als eine maßgeblich an der Verurteilung des Jesus von Nazaret beteiligte Person zeichnen.

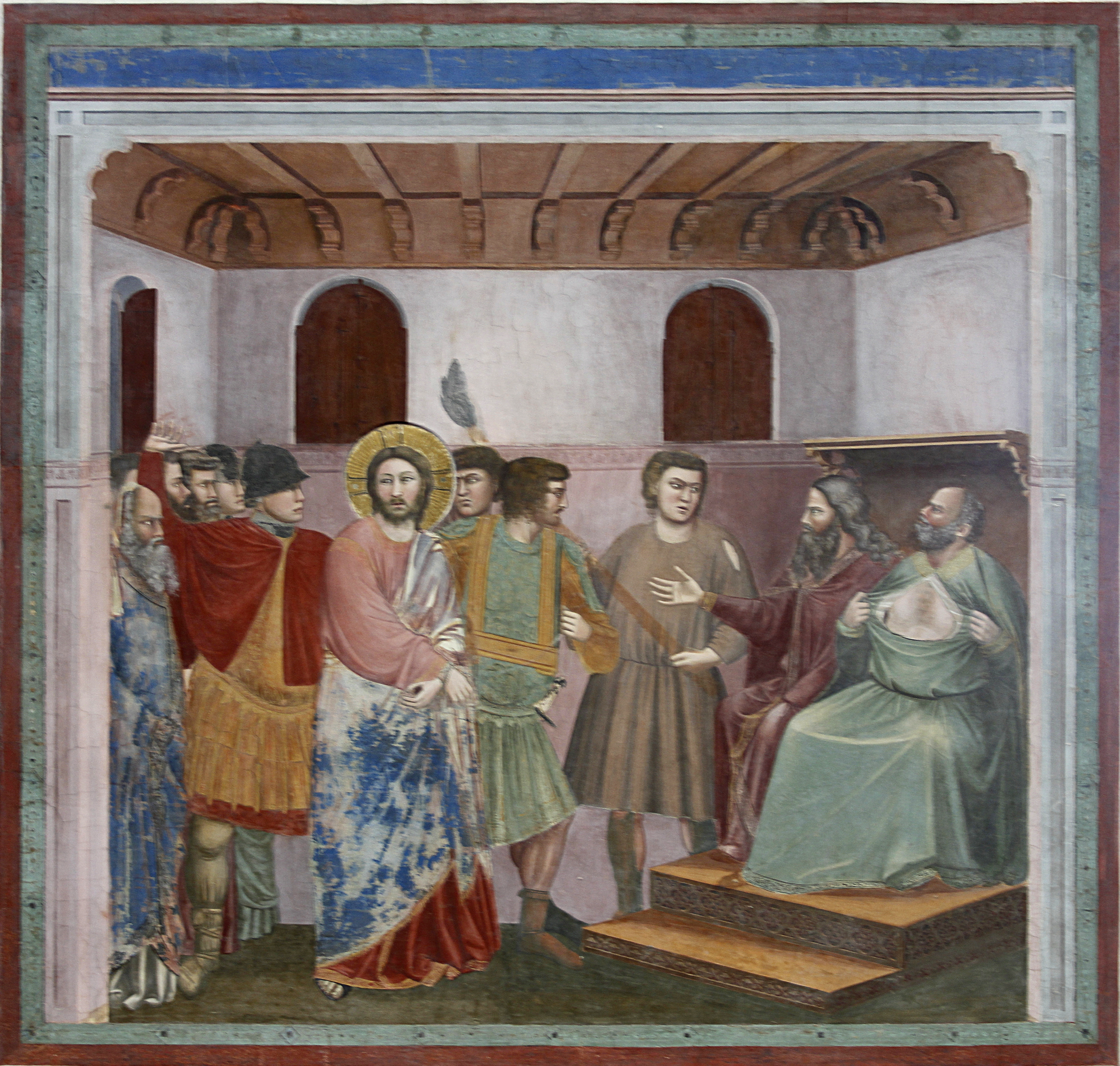
Jesus vor Kajaphas, Gemälde von Giotto di Bondone (um 1305)

## Historische Eckdaten
Informationen über Kajaphas finden sich im Werk des jüdischen Historikers Flavius Josephus und in der neutestamentlichen Überlieferung. Insoweit sich die Angaben gegenseitig stützen, gelten sie als historisch gesichert. Kajaphas wurde im Jahr 18 n. Chr. durch den römischen Präfekten Valerius Gratus zum Hohepriester berufen (Ant XVIII,95). Josephus bezeichnet ihn als „Joseph, der Kaiphas [genannt wird]“, während die biblischen Schriften ihn nur unter dem (Bei-?)Namen Kaiphas/Kajaphas kennen. 
Dem Johannesevangelium zufolge war Kajaphas der Schwiegersohn des Hannas, der nach Darstellung des Josephus selbst neun Jahre lang Hohepriester gewesen war und einer einflussreichen Priesterfamilie vorstand. Nach Johannes war es auch Hannas, dem der gefangengenommene Jesus zuerst vorgeführt wurde (Joh 18,13 ).
Hannas ben Seth (auch Annas, lat. Ananus, im Hebräischen Hanan oder Hanin) amtierte zwischen 6 und etwa 15 n. Chr., in den letzten Jahren der Regierungszeit des römischen Princeps Augustus. Er gilt als der einflussreichste Hohepriester des 1. Jahrhunderts und wurde zum Patriarchen einer Hohepriesterdynastie, zu der auch Kajaphas zu rechnen ist. Auf Hannas folgten nach dem Regierungsantritt des Tiberius in Rom in schneller Folge drei Amtsinhaber: zunächst ein Ismael aus der Priesterfamilie Phabi oder Phiabi, der wohl nur wenige Monate zwischen 15 und 16 n. Chr. im Amt war. Er wurde von Eleazar ben Hannas abgelöst, dem ersten von mehreren Hannas-Söhnen, die das Hohepriesteramt in den Jahren bis zum Ausbruch des Ersten Jüdischen Krieges im Jahr 66 n. Chr. bekleideten. Der direkte Vorgänger des Kajaphas war Josephus zufolge ein Simeon, der aus der Priesterfamilie Kamith stammen soll, von 17 bis 18 n. Chr. amtierte und wohl auch in verschiedenen späteren rabbinischen Texten erwähnt ist. Über diese drei Vorgänger ist ansonsten so gut wie nichts bekannt, außer dass sie wie Kajaphas durch den Präfekten Gratus in ihr Amt berufen und auch von diesem wieder abgesetzt wurden.
Das Amt des Hohepriesters war seit der Regierungszeit Herodes´ des Großen kein erbliches, lebenslang ausgeübtes Amt mehr, sondern wurde von den jeweiligen Machthabern, das heißt von Herodes und den nach ihm in Judäa herrschenden Herodianern bzw. römischen Statthaltern, nach politischer Opportunität an ein Mitglied der Priesteraristokratie vergeben. Diese wird häufig mit der Gruppe der Sadduzäer identifiziert. Während in der Zeit des Hasmonäerreiches acht Hohepriester in 115 Jahren amtierten, waren es in der Zeit von 37 v. Chr. bis 70 n. Chr., also einer ungefähr gleich langen Zeitspanne, 28 Hohepriester. Insofern gilt die außergewöhnlich lange Amtszeit des Kajaphas von 19 Jahren als Folge seiner geschickten Amtsführung nach außen und innen. Da die jüdisch-religiösen Ämter in dieser Zeit wesentlich vom Wohlwollen der römischen Besatzungsmacht in Judäa abhingen, wird Kajaphas in erheblichem Maße auf römische Belange Rücksicht genommen haben. Daneben erhielt er wohl Unterstützung durch seinen Schwiegervater Hannas. Nach dem Zeugnis des Flavius Josephus erfolgte die Absetzung des Kajaphas durch den Legaten Lucius Vitellius im zeitlichen Kontext der Abberufung des Pontius Pilatus als Präfekt von Judäa im Jahr 36/37 n. Chr. (Ant XVIII,95), was auf enge Verflechtungen zwischen Kajaphas und dem römischen Statthalter hinweist. Zum Nachfolger in der Funktion des Hohepriesters ernannte Vitellius einen Schwager des Kajaphas, Jonathan ben Hannas, der als Sohn des Hannas derselben Familie angehörte, allerdings nur kurz im Frühjahr 37 amtierte. Auch der übernächste Nachfolger des Kajaphas (Theophilos, ein weiterer Sohn des Hannas, a. 37–41) stammte aus dieser Priesterdynastie. Damit steht fest, dass die römische Obrigkeit auch nach der Absetzung des Kajaphas zumindest bis zur Erhebung des Herodes Agrippa I. (r. 41–44) zum König von Judäa durch Kaiser Claudius weiter mit dem Haus Hannas zusammenarbeitete. Jonathan, der gute Beziehungen zum Kaiserhof unterhielt, erhielt das Amt von Agrippa I. erneut angeboten, lehnte eine zweite Amtszeit jedoch ab.
Über das weitere Schicksal des Kajaphas nach seiner Absetzung oder den Zeitpunkt und die Umstände seines Todes ist nichts bekannt. Unter Annahme der Echtheit der Grabfunde in Jerusalem kann man davon ausgehen, dass er bei seinem Tod etwa 60 Jahre alt war und möglicherweise in den 40er Jahren starb.

## Auffindung der mutmaßlichen Grabstätte

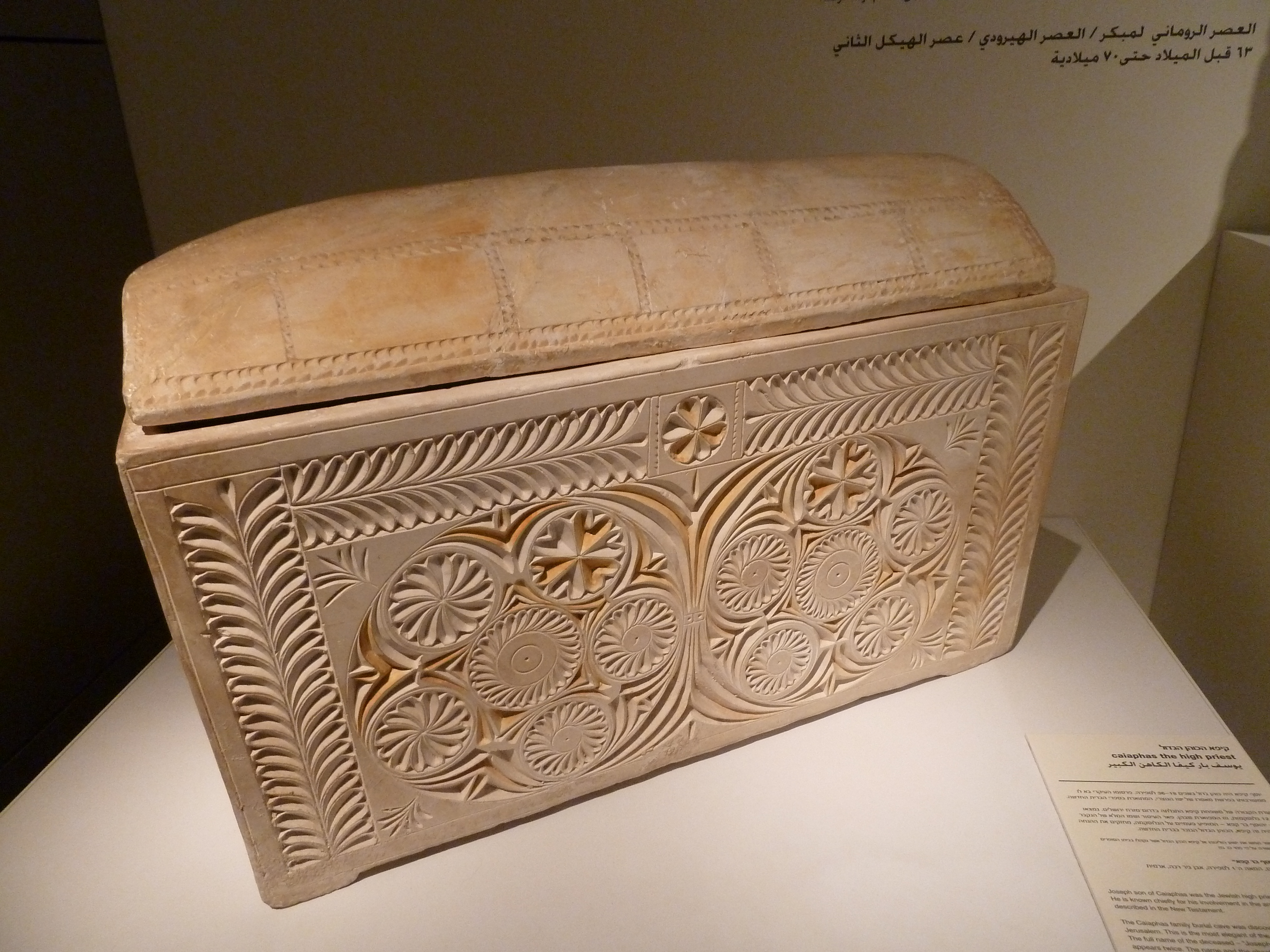
Ossarium des Jehosef bar Qajfa. Israel Museum, Jerusalem

Im Jahr 1990 wurde im Jerusalemer Vorort Talpiot eine Familiengrabstätte aus dem 1. Jahrhundert mit mehreren steinernen Ossuaren (Knochenkästen) ausgegraben, von denen eines die Gebeine eines Kajaphas enthalten soll. Daneben fand sich ein weiteres, besonders aufwändig verziertes Ossuar, das die aramäische Aufschrift „Jehosef bar Qajfa“ („Josef, Sohn des Kajaphas“) trägt und die Überreste eines etwa 60-jährigen Mannes enthielt. Ob es sich hierbei um einen Sohn des biblischen Kajaphas handelt oder um diesen selbst (dann wäre entweder der ältere Kajaphas sein Vater gewesen, oder aber die Angabe „Sohn des Kajaphas“ wäre im Sinne einer bloßen Zugehörigkeit zur „Familie Kajaphas“ zu deuten), ist angesichts der Namensüberlieferung des Josephus, der den auch im Neuen Testament erwähnten Hohenpriester „Joseph Kajaphas“ nennt, nicht völlig sicher. Es gab auch Zweifel, ob es sich überhaupt um die Familie des biblischen Kajaphas handelt, da der auf den Sarkophagen angegebene Name קיפא (ḳ-y-f-ʾ) bzw. קפא (ḳ-f-ʾ) prinzipiell auch andere Lesarten zuließe. Die Ausstattung der Gräber sowie die bei einer weiblichen Person als Grabbeigabe gefundene Münze, ein Obolus für Charon, ließ auch die priesterliche Herkunft fraglich erscheinen. 

Im Juli 2011 wurde der Öffentlichkeit dann jedoch ein weiteres Ossuar vorgestellt, das drei Jahre zuvor von Grabräubern aus einer Grabhöhle im Elah-Tal gestohlen worden war und einer Enkelin oder Nichte mit Namen „Miriam, Tochter des Jeschua, Sohn des Kajaphas, Priester von Maaziah“ gehört hatte. Angesichts der Gleichheit des ungewöhnlichen Namens ist damit die Annahme, dass es sich bei dem Jerusalemer Fund tatsächlich um die Grabstätte der Priesterfamilie des Kajaphas handelt, kaum mehr strittig. Damit ist jetzt nicht nur ein weiterer „Sohn des Kajaphas“ namens Jesus (Jeschua) belegt, sondern auch die bis dahin unbekannte Tatsache, dass Kajaphas offenbar mit dem Priestergeschlecht Maaziah verwandt war, dem letzten der 24 von König David nach dem 2. Buch der Chronik aus der Gruppe der Kohanim, der Nachkommen Aarons, für den Tempeldienst bestellten Priesterabteilungen.

## Rezeption

### Figur der Passionserzählung
Die Gestalt des Kajaphas hat in der Darstellung der christlichen Evangelien eine äußerst zwiespältige Berühmtheit gewonnen. Nach den Passionserzählungen der Evangelisten Matthäus (26,3.57 ) und Johannes (11,47–53 ; 18,12–28 ) war der jüdische Hohe Rat und namentlich der amtierende Hohepriester Kajaphas federführend beteiligt an der Auslieferung Jesu an die Römer.
Nach Mt 26,59–68  suchte der jüdische Hohe Rat durch Falschaussagen Jesus einer Gesetzesübertretung zu überführen. Matthäus schildert dann das Urteil des Hohenpriesters (Kaiphas), das auf Gotteslästerung lautet und vom Hohen Rat mit dem Todesurteil gegen Jesus belegt wird (Mt 26,65–66 ).
Nach Joh 11,49–52  gab Kajaphas seinen Ratskollegen schon vor der Verhandlung den entscheidenden Hinweis zum Umgang mit Jesus, der durch sein Wirken die jüdischen Autoritäten herausgefordert hatte: „Es ist nützlich für euch, wenn ein Mensch sterbe für das Volk, und nicht die ganze Nation zugrunde gehe“. Johannes kennzeichnet diese Wertung des Kajaphas jedoch ausdrücklich als Prophetie (Joh 11,51 ), so dass sie sich einer juristischen oder ethischen Einordnung weitgehend entzieht und im Horizont theologischer Konzeptionen zur Sendung Jesu zu verstehen ist.
Die Darstellung des Kajaphas im Neuen Testament hat in der Geschichte des Christentums erheblich zur Verfestigung antijüdischer Ressentiments beigetragen. Die Zuschreibung der Schuld am Tod Jesu wurde häufig Anlass zu generell judenfeindlichen Einstellungen und Verhaltensweisen.

### Ikonographie
Die Szene des Verhörs Jesu durch das jüdische Synhedrion unter dem Vorsitz des Kajaphas ist eine häufig in Passionszyklen eingereihte Darstellung („Jesus vor dem Hohen Rat“).

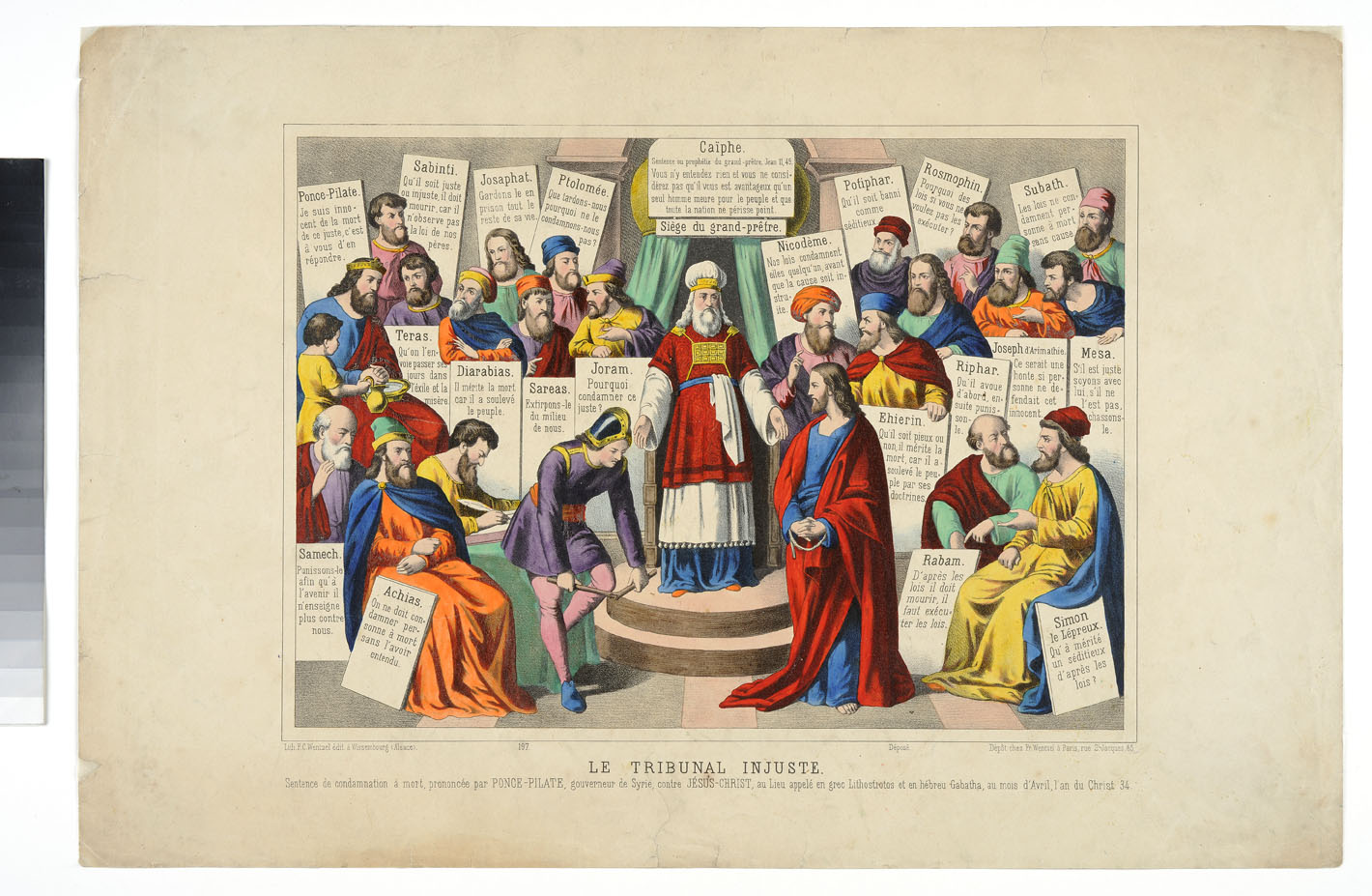
Jesus vor dem Sanhedrin: „Das ungerechte Gericht“. Bilderbogen, Weissenburg, 19. Jahrhundert

Von der geläufigen ikonographischen Tradition ist ein eigentümlicher Sonderfall zu unterscheiden, der, basierend auf apokryphen Quellen, die im 16. Jahrhundert in Umlauf gebracht wurden, die Verurteilung durch den Hohen Rat und die später stattgefundene durch Pontius Pilatus, abweichend vom Evangelientext, zu einer  Gerichtsszene zusammenzog. Sie war in Druckgraphiken und Gemälde aus Deutschland und den Niederlanden seit dem späten 16. Jahrhundert verbreitet und begründete eine Bildtradition, die sich in Bilderbogen und vereinzelten volkstümlichen Darstellungen bis ins 19. Jahrhundert fortsetzte.

## Einzelbelege
1. 1 2  Rainer Riesner: Kajafas. In: Neues Bibellexikon. Band 2, Zürich und Düsseldorf 1995, Sp. 427–428.
2. ↑  James C. VanderKam: From Joshua to Caiaphas. High Priests after the Exile. Minneapolis/Assen 2004, S. 424 f.
3. ↑  Geza Vermes: Anno Domini. Ein Who’s Who zu Jesu Zeiten. Lübbe, Bergisch Gladbach 2008, ISBN 978-3-7857-2347-0, S. 115 f.
4. ↑  Rainer Metzner: Kaiphas. Der Hohepriester jenes Jahres. Geschichte und Deutung. Brill, Leiden/Boston 2010, S. 16–17.
5. ↑  Rainer Metzner: Die Prominenten im Neuen Testament. Ein prosopographischer Kommentar (= Novum Testamentum et Orbis Antiquus. Studien zur Umwelt des Neuen Testaments 66). Göttingen 2008, S. 82.
6. ↑  Rainer Metzner: Die Prominenten im Neuen Testament. Ein prosopographischer Kommentar (= Novum Testamentum et Orbis Antiquus. Studien zur Umwelt des Neuen Testaments 66). Göttingen 2008, S. 83.
7. ↑  Boaz Zissu, Yuval Goren: The Ossuary of ‘Miriam Daughter of Yeshua Son ofCaiaphas, Priests [of] Maʾaziah from Beth ʿImri’. In: Israel Exploration Journal 61 (2011), S. 74–95. (PDF)
8. ↑  Otto Betz: Der Prozess Jesu im Licht jüdischer Quellen. 2., erweiterte Auflage, herausgegeben von Rainer Riesner. Brunnen-Verlag, Gießen und Basel 2007, ISBN 978-3-7655-9813-5, S. 38–44.
9. ↑  Rainer Metzner: Kaiphas. Der Hohepriester jenes Jahres. Geschichte und Deutung. Leiden und Boston 2010, S. XVII.
10. ↑  Rainer Henrich: Gericht über Jesus, in: RDK Labor (2019),

| Personendaten    | Personendaten                                                                             |
| ---------------- | ----------------------------------------------------------------------------------------- |
| NAME             | Kajaphas                                                                                  |
| ALTERNATIVNAMEN  | Kaiphas; Kaifas; Kaiaphas; Kajafas; Josef Qajjafa; Jehosaf bar Qajfa (vollständiger Name) |
| KURZBESCHREIBUNG | jüdischer Hoherpriester                                                                   |
| GEBURTSDATUM     | 1. Jahrhundert v. Chr.                                                                    |
| STERBEDATUM      | 1. Jahrhundert                                                                            |